# Leucanopsis joasa
Leucanopsis joasa är en fjärilsart som beskrevs av William Schaus 1941. Leucanopsis joasa ingår i släktet Leucanopsis och familjen björnspinnare. Inga underarter finns listade i Catalogue of Life.